# 源資綱
源 資綱（みなもと の すけつな）は、平安時代中期から後期にかけての公卿・歌人。醍醐源氏高明流、権中納言・源顕基の長男。官位は正二位・中納言。

## 経歴
後一条朝後期の長元4年（1031年）従五位下に叙爵し、同年従五位上に進むと、翌長元5年（1032年）侍従に任官する。長元6年（1033年）右近衛少将に遷ると、長元9年（1036年）正五位下次いで従四位下、長久2年（1041年）従四位上。長久3年（1042年）正四位下、長久4年（1043年）右近衛中将、永承2年（1047年）蔵人頭と、後一条朝末から後冷泉朝初頭にかけて、近衛次将を務めながら昇進を重ねた。この間、寛徳2年（1045年）尊仁親王が春宮に立てられると、資綱は春宮権亮に任ぜられている。
永承6年（1051年）参議に任ぜられ公卿に列す。議政官の傍らで右京大夫・右兵衛督のほか、尊仁親王の生母である皇太后・禎子内親王の皇太后宮権大夫を兼帯した。天喜5年（1057年）には従三位に叙せられている、
治暦4年（1068年）7月に尊仁親王が即位（後三条天皇）すると資綱は正三位に昇叙される。さらに、同年12月には（太）皇太后宮権大夫の労により、先任参議の藤原泰憲・藤原顕家を越えて権中納言に昇進した。後三条朝では、その後も治暦5年（1069年）藤原経季を越えて従二位、延久2年（1070年）源隆俊を越えて正二位と、順調に昇進を果たしている。
白河朝に入り、延久6年（1074年）藤原賢子が中宮に冊立されると、資綱は中宮大夫に任ぜられた。承暦4年（1080年）中納言に至る。永保2年（1082年）正月1日に出家し、翌日に薨去。享年63。

## 人物
歌人としても活躍し、『後拾遺和歌集』には絵式部との贈答歌が残るほか、勅撰和歌集に6首の和歌作品が採録されている。

## 官歴
『公卿補任』による。
- 長元4年（1031年） 正月5日：従五位下（氏爵）。11月16日：従五位上（朔旦、章子内親王御給）
- 長元5年（1032年） 2月8日：侍従
- 長元6年（1033年） 正月29日：右近衛少将
- 長元7年（1034年） 正月29日：兼備中守
- 長元9年（1036年） 正月5日：正五位下。2月27日：従四位下（民部卿道方譲之）
- 長久2年（1041年） 正月7日：従四位上（少将労）
- 長久3年（1042年） 10月23日：兼美作介、正四位下（能信卿譲、造宮賞）
- 長久4年（1043年） 9月19日：右近衛中将
- 寛徳2年（1045年） 4月26日：兼春宮権亮（春宮・尊仁親王）
- 永承元年（1046年） 9月23日：兼右京大夫
- 永承2年（1047年） 8月11日：蔵人頭（頭中将）。9月：服解（父）。11月：復任
- 永承3年（1048年） 正月28日：兼播磨権介
- 永承6年（1051年） 11月6日：参議、大夫如元
- 永承7年（1052年） 2月26日：兼伊予権守
- 永承8年（1053年） 11月28日：兼皇太后宮権大夫（皇太后・禎子内親王）
- 天喜5年（1057年） 正月5日：従三位。2月20日：兼備前権守
- 康平5年（1062年） 11月28日：兼周防権守
- 治暦3年（1067年） 2月6日：兼右兵衛督、止大夫
- 治暦4年（1068年） 4月16日：太皇太后宮権大夫（太皇太后・禎子内親王）。7月19日：正三位（御即位臨時）。9月13日：御禊御後次第司長官。12月29日：権中納言（大夫労）
- 治暦5年（1069年） 2月17日：止大夫。8月16日：従二位（行幸同院院司賞）
- 延久2年（1070年） 12月26日：正二位（供養圓明寺行幸賞）
- 延久6年（1074年） 6月29日：兼中宮大夫（中宮・藤原賢子）
- 承暦3年（1079年） 11月：止大夫
- 承暦4年（1080年） 8月14日：中納言
- 永保2年（1082年） 正月1日：出家。正月2日：薨去

## 系譜
- 父：源顕基
- 母：藤原実成の娘
- 妻：源道方の娘
  - 長男：源家賢（1048-1095）[2]
  - 次男：源道良（1050-1111）
- 生母不明の子女
  - 男子：源明家
  - 男子：源時家
  - 男子：覚俊（または源俊相の子）
  - 女子：御匣殿